# Fekete múzeum
A Fekete múzeum a Fekete tükör című brit sci-fi sorozat tizenkilencedik epizódja, amit a sorozat showrunnere, Charlie Brooker írt, Pen Jillette egyik történetének felhasználásával, és Colm McCarthy rendezett. 2017. december 29-én mutatta be a Netflix, a negyedik évad többi részével egyszerre.
Az epizód három különböző történetet mesél el Rolo Haynes tolmácsolásában, aki a különleges Fekete Múzeum tulajdonosa. A helyre ellátogató Nishnek mesél a kiállítási tárgyakról, amelyekhez neki, kísérleti technológiák fejlesztése révén, köze volt.
A jeleneteket Spanyolországban és Nevada államban vették fel. A horror tematikájú epizódban számtalan visszautalás van a korábbi részekre. Vegyes fogadtatásban részesült: kritizálták a cselekményt és a karakterek kidolgozottságát, az epizód végi csavart pedig többen megosztónak találták. Letitia Wright alakításáért az epizód Emmy-díjat kapott, és a színésznőt jelölték a Black Reel Award-ra is.

## Cselekmény
Nish ellátogat a sivatagban, félreeső helyen található Fekete Múzeumba, amelynek tulajdonosa, Rolo Haynes, tárlatvezetést tart neki azokból az eszközökből, amelyek mind bűncselekményekkel összefüggésben kerültek a birtokába.
Az első eszköz egy különleges hajháló. Rolo elmeséli, hogy korábban az egészségügyben dolgozott, ahol különféle kísérleti eszközökhöz keresett beleegyező alanyokat. Dr. Peter Dawson például vállalta, hogy egy különleges szerkezet segítségével érezni tudja azoknak az embereknek a fájdalmát, akiknek a hajháló a fején van, megkönnyítve a diagnózis felállítását. Viszont amikor az egyik betege meghalt, miközben a fején volt a készülék, az érzést, ami ezzel járt, rendkívül izgalmasnak találta. Teljesen a függője lett a fájdalomnak, és amikor már az öncsonkításban sem lelt élvezetet, megölt egy hajléktalant, melynek során ő maga is kómába esett, és a mai napig abban van, mosollyal az arcán.
Közben a múzeumban elromlik a légkondícionáló, ezért Nish megkínálja egy kis vízzel Rolót. Továbbmennek a következő tárgyhoz, amely egy plüssmajom. Rolo elmondja, hogyan győzte meg Jacket, hogy ültessék be a tudatába a régóta kómában lévő feleségének, Carrie-nek a tudatát, aki így érezni tudja azt, amit ő, és kommunikálni is képes lesz vele. Eleinte jónak tűnik minden, ám Jacket egyre jobban frusztrálja, hogy neje minden egyes apró mozdulatára megjegyzéseket tesz, és úgy érzi, mintha állandó megfigyelés és fegyelmezés alatt lenne. Rolo ezért felajánl egy lehetőséget: bizonyos időre "kikapcsolhatja" a nejét, amit Jack meg is tesz, méghozzá hónapokra. Megegyezésre jutnak, hogy mostantól kezdve a hétvégéket töltheti Carrie "bekapcsolva". Időközben Jack megismerkedik Emilyvel, és össze is jönnek, aki pedig azt akarja, hogy Carrie-t töröljék. Rolo egy újabb kísérleti technológiát ajánl fel: Carrie tudatát áttöltik egy plüssmajomba, amely képes igen korlátolt módon kommunikálni is (mindössze két mondatot tud mondani: "Majom szeret téged" és "Majom ölelésre vágyik"). A majmot odaajándékozza Jack a Carrie-vel közös gyereküknek, aki viszont igen hamar ráun a játékra. Később a majom-technológiát illegálissá nyilvánítják, Rolót pedig emiatt kirúgják, de mivel a plüssel nem tudnak mit kezdeni (és mert az előállítása is bűncselekménynek lett minősítve), ezért bekerül a tárgyak közé.
A múzeum kiállítási tárgyainak legnépszerűbbje a gyilkosságért elítélt Clayton Leigh hologramja, akivel kapcsolatban valószínűsíthető, hogy ártatlanul lett elítélve. A halálsoron aláírattatott vele Rolo egy papírt, amelynek köszönhetően a kivégzését követően megkapta a férfi tudatát, amelyből hologramot csináltatott. A látogatóknak lehetőségük nyílik újra és újra kivégezni a hologramot, majd a fájdalmából egy szuvenírt készíttetni, ami különös szenvedésekkel jár együtt. Ekkor Rolo hirtelen fuldokolni kezd. Nish leleplezi magát: ő Clayton lánya. Miután tüntetések zajlottak a múzeum miatt, a kezdetben szép látogatószám alaposan megcsappant, és már csak szadisták és rasszisták látogatták a helyet, akik képesek voltak szép összeget kifizetni azért, hogy újra és újra kivégezzék a teljesen vegetatív állapotba zuhant Clayton-hologramot. Miután a felesége, Nish anyja meglátta, hogy mit tettek a férjével, túladagolta magát gyógyszerrel és öngyilkos lett. Bosszúból Nish eljött ide, szabotálta a klímaberendezést, hogy Rolo elfogadja tőle a mérgezett vizet. Mielőtt meghalna, Nish lementi Rolo tudatát, majd beülteti a hologram Clayton fejébe, aztán kivégzi őt, véget vetve Clayton szenvedéseinek és Rolo örökké tartó fájdalmából szuvenírt készít.
Nish magához veszi a Carrie-t tartalmazó plüssmajmot, majd felgyújtja a múzeumot. Mint kiderül, az anyjának a tudata mindvégig be volt építve Nish fejébe, aki elégedetten nézte végig az eseményeket.

## Szereplők
| Szerep           | Színész           | Magyar hang     |
| ---------------- | ----------------- | --------------- |
| Rolo Haynes      | Douglas Hodge     | Kerekes József  |
| Nish             | Letitia Wright    | Andrádi Zsanett |
| Dr. Peter Dawson | Daniel Lapaine    | Lux Ádám        |
| Madge            | Emily Vere Nicoll | Haumann Petra   |
| Jack             | Aldis Hodge       | Makranczi Zalán |
| Carrie           | Alexandra Roach   | Solecki Janka   |
| Clayton Leigh    | Babs Olusanmokun  | Varga Rókus     |
| Emily            | Yasha Jackson     | Hábermann Lívia |
| Nish anyja       | Amanda Warren     | Kocsis Mariann  |

## Az epizód készítése
Hasonlóan a 2014-es "Fehér karácsony" különkiadáshoz három különböző történet kerül elmesélésre, hasonló csattanóval, mint a "Fehér medve" című rész, a Mesék a kriptából című sorozat mintájára. Egyes elemeket, amelyeket felhasználtak benne, a negyedik évad további epizódjaihoz szerettek volna felhasználni, ilyen lett volna például a kísértettörténet egy villamosszékben kivégzett elítélt tudatával. A másik ilyen ötlet a tudatbeültetés volt, amikor emberek helyezhették el expartnerük tudatát a saját fejükben, vagy egyes emberek kiadhatták a saját agyuk egy részét halott embereknek.
Az első történet a fájdalmat élvező orvosról nem Brooker kreálmánya, hanem Penn Jillette-é, aki saját, 1981-es kórházi élményeit írta meg. Spanyolországban került kórházba, ahol a nyelvi különbözőségek miatt nehezen ment a diagnózis felállítása, és ekkor jutott eszébe az ötlet, hogy milyen lenne, ha az orvos egy készülék segítségével meg tudná mondani, hogy mi a baja a betegnek, pusztán azáltal, hogy érzi a fájdalmát. Ebből kerekített ki egy szado-mazo történetet, amelyben az orvos egyszerre hajszolni kezdte a fájdalmat. A történet még 1988-ban jelent meg, Jillette pedig a Fekete tükör harmadik évadának forgatása során mesélt róla Brookernek.
A női főszerepet játszó Letitia Wright eredetileg már a harmadik évadban szerepelt volna, de elfoglaltsága miatt nem tudott szerepet vállalni, és ezúttal is csak a Fekete Párduc című film elkészítése után ért rá. Rolo Haynes szerepét Douglas Hodge alakította, aki fajgyűlölő karakterét a legellenszenvesebb szerepnek tartotta, amit valaha eljátszott. A forgatás során is végig szerepben volt, kerülte az interakciót Wright-tal és nem próbálta el a mondatait kamerán kívül. A doktort játszó Daniel Lapaine már szerepelt egy mellékszerepben "A teljes történeted" című részben.
Több utalás is található az epizódban régebbi részekre: a két kitömött patkányt Kennynek és Hectornak nevezik ("Pofa be és táncolj"), a kórházat San Juniperónak, a Jack által olvasott képregény a "Tizenötmillió jutalom" című részről szól, de a kiállított tárgyak közt is ott vannak az előző részekben látott eszközök, mint egy robotméh, egy nyalóka, egy tablet, valamint egy véres fürdőkád.

## Forráshivatkozások
1. ↑  Dwilson, Stephanie Dube: ‘Black Mirror’: All About Penn Jillette’s Pain Addict [SPOILERS] (amerikai angol nyelven). Heavy.com, 2017. december 29. (Hozzáférés: 2023. július 11.)
2. ↑  'Black Mirror' Season 4 Will Feature A Story Conceived By Penn Jillette (amerikai angol nyelven). /Film, 2017. május 22. (Hozzáférés: 2023. július 11.)
3. ↑  https://twitter.com/pennjillette/status/950591803207573505 (magyar nyelven). Twitter. (Hozzáférés: 2023. július 11.)
4. ↑  Dwilson, Stephanie Dube: Black Museum Easter Eggs: Photos of Every Black Mirror Episode Mentioned [SPOILERS] (amerikai angol nyelven). Heavy.com, 2017. december 29. (Hozzáférés: 2023. július 11.)

## Fordítás
Ez a szócikk részben vagy egészben  a   Black Museum (Black Mirror) című angol Wikipédia-szócikk ezen változatának fordításán alapul.  Az eredeti cikk szerkesztőit annak laptörténete sorolja fel. Ez a jelzés csupán a megfogalmazás eredetét és a szerzői jogokat jelzi, nem szolgál a cikkben szereplő információk forrásmegjelöléseként.